# Thorleif Kristoffersen
Thorleif Asbjørn Kristoffersen (ur. 29 września 1900 w Glemmen, zm. 25 sierpnia 1971 w Stokke) – norweski żeglarz, olimpijczyk, zdobywca złotego medalu w regatach na Letnich Igrzyskach Olimpijskich 1920 w Antwerpii.
Na Letnich Igrzyskach Olimpijskich 1920 zdobył złoto w żeglarskiej klasie 8 metrów (formuła 1919). Załogę jachtu Sildra tworzyli również Reidar Martiniuson, Ragnar Vik i Magnus Konow.